# 175636 Zvyagel
175636 Zvyagel è un asteroide della fascia principale. Scoperto nel 2007, presenta un'orbita caratterizzata da un semiasse maggiore pari a 2,9647089 UA e da un'eccentricità di 0,0685898, inclinata di 11,13884° rispetto all'eclittica.